# 麥秀國家森林公園
麥秀國家森林公園位於中國青海省黃南藏族自治州泽库县境内，是一个原始森林自然风景区；公园东西长约28千米，南北宽约24千米，面积67596公顷。1998年1月，青海省农林厅批准为省级森林公园，2005年底经国家林业局批准，晋升为国家级森林公园。麥秀國家森林公園地处青藏高原东部边缘的西倾山北麓，麦秀山西南部，构造属秦岭褶皱系南秦岭地槽褶皱带中，以高山带原生态为主。